# شنگ لیهائو
شنگ لیهائو (انگلیسی: Sheng Lihao؛ زادهٔ ۴ دسامبر ۲۰۰۴) تیرانداز اهل چین است.
وی در مسابقات کشوری و بین‌المللی در مجموع برندهٔ ۱ مدال نقره، ۱ مدال برنز شده‌است.